# Mame Island
Mame Island (englisch; japanisch まめ島 Mame Zima, deutsch ‚Bohneninsel‘) ist eine kleine Insel vor der Prinz-Harald-Küste des ostantarktischen Königin-Maud-Lands. Im östlichen Teil der Lützow-Holm-Bucht liegt sie 150 m westlich der Ongul-Insel.
Luftaufnahmen und Vermessungen einer von 1957 bis 1962 durchgeführten japanischen Antarktisexpedition, infolge derer auch die Benennung erfolgte, dienten der Kartierung der Insel. Das Advisory Committee on Antarctic Names übertrug die japanische Benennung im Jahr 1968 in einer Teilübersetzung ins Englische.